# Suore della Beata Vergine Maria del Monte Carmelo
Le suore della Beata Vergine Maria del Monte Carmelo (in spagnolo Hermanas de la Virgen María del Monte Carmelo, Hermanas Terciarias Carmelitas de Orihuela) sono un istituto religioso femminile di diritto pontificio: le suore di questa congregazione pospongono al loro nome la sigla H.V.M.M.C.

## Storia
Le origini della congregazione risalgono alla comunità organizzata ad Alcantarilla da Tomasa Ortiz Real, che poi lasciò le compagne per fondare le suore salesiane del Sacro Cuore di Gesù.
Rimaste prive della guida, le suore si rivolsero ai carmelitani di Caudete e il 6 marzo 1891 presero l'abito carmelitano. La prima superiora generale del nuovo istituto fu Maria Elisea Oliver Molina (1869-1931), che conservò la carica fino alla morte ed è considerata la fondatrice.
La casa madre nel 1898 fu stabilita ad Orihuela.
L'istituto, aggregato all'Ordine carmelitano dal 28 giugno 1906, ricevette il pontificio decreto di lode il 15 febbraio 1942 e l'approvazione definitiva della Santa Sede il 4 aprile 1950.

## Attività e diffusione
Le carmelitane si dedicano all'istruzione e all'educazione cristiana della gioventù, all'assistenza ospedaliera e domiciliare agli ammalati e alle opere di carità in favore dei poveri.
Sono presenti in Europa (Italia, Portogallo, Spagna), nelle Americhe (Perù, Porto Rico, Repubblica Dominicana), in Asia (Indonesia, Timor Est) e in Ruanda; la sede generalizia è in calle Pradillo a Madrid.
Alla fine del 2008 la congregazione contava 454 religiose in 68 case.